# ۱۳۸۸ (قمری)
۱۳۸۸ (قمری)، هزار و سیصد و هشتاد و هشتمین سال در گاهشماری هجری قمری است. اول محرم این سال برابر با سی و یکم مارس سال ۱۹۶۸ میلادی است.

## درگذشتگان
- ۲ ذی‌الحجه - سید محمد محقق داماد فقیه و مجتهد شیعه